# Hangasjärvi (sjö i Finland, Kymmenedalen)
Hangasjärvi är en sjö i Finland. Den ligger i kommunen Kouvola i landskapet Kymmenedalen, i den södra delen av landet, 150 km nordost om huvudstaden Helsingfors. Hangasjärvi ligger 84,06 meter över havet. I omgivningarna runt Hangasjärvi växer i huvudsak barrskog. Den är 10,36 meter djup. Arean är 3,28 kvadratkilometer och strandlinjen är 29,14 kilometer lång. Sjön  ingår i Kymmene älvs huvudavrinningsområde. 